# Imre Markos
Imre Markos (ur. 9 czerwca 1908, zm. 27 września 1960) – były węgierski piłkarz występujący na pozycji napastnika, a po zakończeniu kariery trener piłkarski. Uczestnik mistrzostw świata 1934.

## Kariera piłkarska
Imre Markos był wychowankiem drużyny Bocskai FC. Oprócz tego występował także we francuskim Stade Rennais.
Markos miał na koncie 20 występów w reprezentacji Węgier. Strzelił 5 bramek. W 1934 był w kadrze na Mistrzostwa Świata.

## Kariera trenerska
Imre Markos po zakończeniu kariery piłkarskiej został trenerem klubu Târgu Mureș. W 1947 przez jeden sezon pracował w zespole Debreczynu. Potem zasiadał na ławce trenerskiej fińskiego Turun Palloseura, szwedzkiego Degerfors, fińskiego Pyrkivä Turku, tureckiego Fenerbahçe SK, a karierę zakończył w szwedzkim IFK Kristianstad.
Markos zmarł w wieku 52 lat.